# Jere Hård
Jere Hård född 7 december 1978 i Jyväskylä, Finland, är en finsk simmare.
Hårds bästa grenar är 50m och 100m i fjärilsim och i frisim. Hård är Europamästaren på långbana från 2000 och 2002 i 50m i fjärilsim. År 2006 var han med i det finska laget som vann silver i Europamästerskap på kortbana 4×50m medley.